# Bhowrah
Bhowrah è una suddivisione dell'India, classificata come census town, di 44.253 abitanti, situata nel distretto di Dhanbad, nello stato federato del Jharkhand. In base al numero di abitanti la città rientra nella classe III (da 20.000 a 49.999 persone).

## Geografia fisica
La città è situata a 23° 43' 0 N e 86° 24' 0 E e ha un'altitudine di 152 m s.l.m..

## Società

### Evoluzione demografica
Al censimento del 2001 la popolazione di Bhowrah assommava a 44.253 persone, delle quali 23.955 maschi e 20.298 femmine. I bambini di età inferiore o uguale ai sei anni assommavano a 5.959, dei quali 3.118 maschi e 2.841 femmine. Infine, coloro che erano in grado di saper almeno leggere e scrivere erano 28.732, dei quali 17.772 maschi e 10.960 femmine.